# Румен Скорчев
Румен Денев Скорчев е български художник, работещ в областта на илюстрацията, графиката, рисунката и живописта, с голям принос в изобразителното изкуство и неговото популяризиране по света. Той е академик на БАН и почетен гражданин на град Търговище и на Трявна.

## Биография
Румен Скорчев е роден е на 7 октомври 1932 г. в Ески Джумая. Първото му образование е инженер паркостроител (1957). През 1964 завършва Илюстрация във ВИИИ „Николай Павлович“ при проф. Веселин Стайков.
Работи като художествен редактор и главен художник на изд. „Народна младеж“. Професор е в катедра „графични изкуства“ в НХА. От края на 60-те години на 20. век Скорчев добива популярност в България и чужбина с множеството спечелени награди от участия в международни изложби. Стипендиант е на японската фондация Kokusai Koryu Kikin (1979). Организира самостоятелни изложби в Австралия, Италия, Индия, Холандия, Люксембург, Кюрасао, Русия, Швейцария, Германия, Австрия, Ирак, Норвегия, САЩ и др.
Умира на 6 септември 2015 г. в София след тежко боледуване.

## Творби
Илюстрирал е над 200 книги за деца и възрастни – „Храбрите щурци“ от Асен Разцветников, „Девет приказки и две в повече“ от К. Чапек, „Малки жабешки истории“ от Йордан Радичков, „Приказки“ от Братя Грим, лириката на Анна Ахматова, Александър Блок, Александър Пушкин, Франческо Петрарка, Омар Хайям, Хименес, Пейо Яворов, Никола Вапцаров и други.
По значителни графични серии: „Земя“ (1974), „Импулси“ (1978), „Нощен лов“ (1978), „Рисунки по време на разговор“ (1987), „Човекът-природа“ (1987 – 1988), „Равновесие“ (1988), „Кутията на Пандора“ (2000).
През 1982 и през 1994 г. е представен с творби в Швейцарската енциклопедия „Who’s Who in Graphic Art“ за Приложната графика на 20 век. А през 1990 г. е включен в двутомното издание за 300 съвременни художници в графичното изкуство, издадено от Международния център за изкуство в Киото, Япония.
Негови творби са притежание на Националната художествена галерия, Софийската градска художествена галерия, на областните галерии в България, галерия „Албертина“ – Виена, музея „Виктория и Албърт“ – Лондон, Национална галерия – Вашингтон, САЩ, музея „Лудвиг“ – Кьолн, Националната библиотека на Париж, Дордрехтмузеум – Холандия, Музей за съвременно изкуство в Кайро – Египет и др., както и в големи частни колекции в САЩ, Холандия, Италия, Франция и др. Благодарение на контактите си с японския университет „Сейка“ Скорчев подпомага културния обмен на Япония и България, като организира разменни изложби на художници от двете страни.

## Признание
Румен Скорчев е носител на над 40 национални и международни награди. През 1970 г. за графиката си „Надежда“ получава „Златния медал“ на ІІ Международно биенале във Флоренция. Присъдени са му пет пъти годишните национални награди – за илюстрация (1972 и 1984 г.), за графично изкуство (1974 и 1987 г.) и за рисунка (1979). Вписан е в Почетния списък „Х. К. Андерсен“ за книгата „Храбрите щурци“ от Асен Разцветников. Получава почетен медал и диплом с „Благодарност“ от Министерството на културата на Русия за популяризиране творчеството на Александър Пушкин чрез книгите, които е илюстрирал. Носител е на наградата на Министерството на културата на България за 24 май през 2008 г. През 2012 г. получава наградата за живопис „Захарий Зограф“ от Съюза на българските художници.

### Посмъртно
Експозиция с творби на художника посещава Благоевград, инициатор на изложбата е възпитаник на Румен Скорчев от първите му години като преподавател в Националната художествена академия.